# Водяне (Самарівський район)
Водяне́ — село в Україні, у Магдалинівській селищній громаді Самарівського району Дніпропетровської області. Населення за переписом 2001 року становить 361 особа.

## Географія
Село Водяне розташоване на правому березі річки Чаплинка, вище за течією на відстані 1 км розташоване село Шевське, нижче за течією на відстані 3,5 км розташований селище Магдалинівка. Річка в цьому місці пересихає, на ній зроблено кілька загат. Поруч проходить автомобільна дорога Т 0410.

## Населення

### Мова
Розподіл населення за рідною мовою за даними перепису 2001 року:
| Мова       | Кількість | Відсоток |
| ---------- | --------- | -------- |
| українська | 358       | 99.17%   |
| російська  | 3         | 0.83%    |
| Усього     | 361       | 100%     |